# Oleksij Altschewskyj

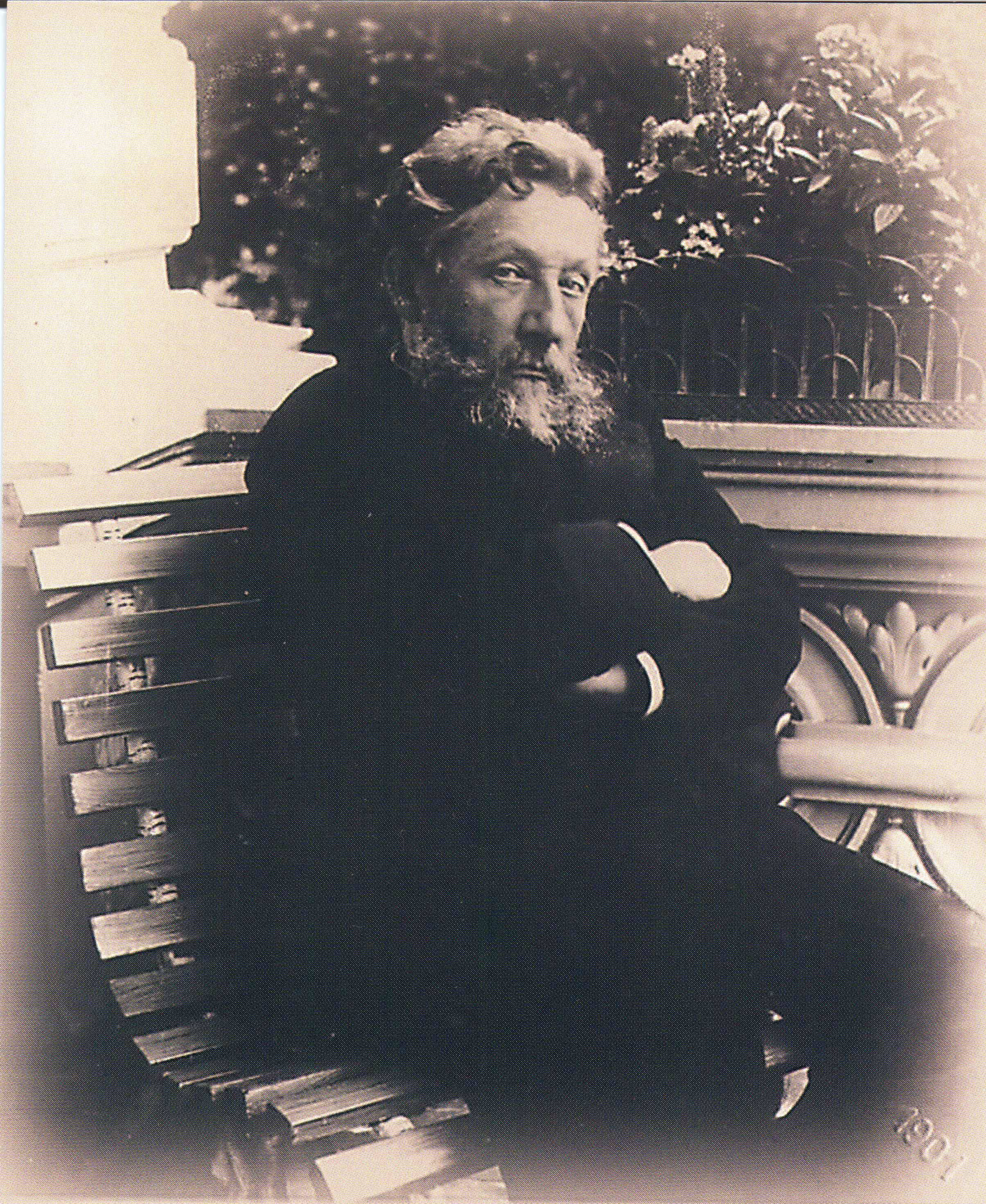
Oleksij Altschewskyj 1901, Fotografie von Alfred Fedecki

Oleksij Kyrylowytsch Altschewskyj (ukrainisch Олексій Кирилович Алчевський; russisch Алексей Кириллович Алчевский/Alexei Kirillowitsch Altschewski; * 1835 in Sumy, Gouvernement Charkow, Russisches Kaiserreich; † 24. Apriljul. / 7. Mai 1901greg. in Sankt Petersburg) war ein ukrainischer Bergbauingenieur, Industrieller, Bankier und Philanthrop.

## Leben

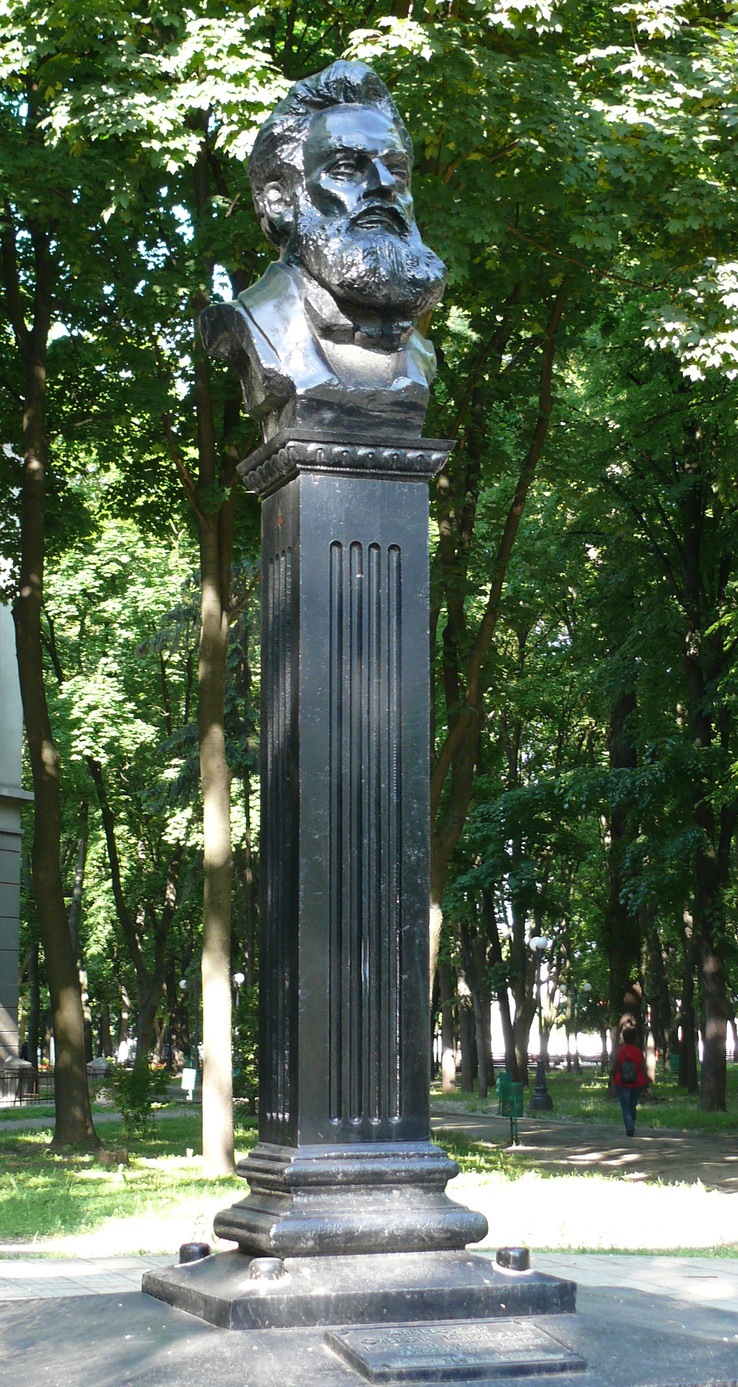
Altschewskyj-Denkmal in Charkiw

Oleksij Altschewskyj wurde 1835 in die Familie eines kleinen Lebensmittelkolonialwaren-Händlers geboren. 1862 zog er nach Charkow und begann seine Unternehmerkarriere als Besitzer eines kleinen Teeladens. Bereits 1868 gründete und leitete er mit der südrussischen Charkow-Handelsbank die erste russische Privatbank.
Altschewskyj gründete und finanzierte zahlreiche Kohlebergbau- und Metallurgie-Unternehmen im Donbass. Unter diesen befand sich auch das 1895 gegründete Donez–Jurjiwka–Hüttenwerk, der heutige Altschewsk–Metallurgiekomplex im damaligen Jurjiwka, das nach seinem Tod ihm zu Ehren in Altschewsk umbenannt wurde.
Als Philanthrop unterstützte er finanziell zahlreiche Initiativen, wie eine Gehörlosenschule, eine von seiner Frau Chrystyna geführten Frauen-Sonntagsschule sowie mehrere Dorfschulen. Durch die Währungsreform von 1897 und die Wirtschaftskrise von 1899–1902 gerieten seine Bank und seine Unternehmen in Schwierigkeiten, woraufhin er den russischen Finanzminister Sergei Witte um einen Kredit bat, um diese zu retten. Nachdem ihm dieser verweigert wurde, nahm er sich 1901 in Sankt Petersburg am Witebsker Bahnhof das Leben.

## Familie
Oleksij Altschewskyj war seit 1862 der Ehemann der Pädagogin Chrystyna Altschewska (1841–1920) und unter anderem Vater des Komponisten Hryhorij Altschewskyj (1866–1920), des Opernsängers Iwan Altschewskyj (1876–1917) und der Dichterin Chrystja Altschewska (1882–1931).

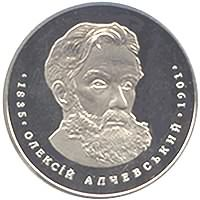
Oleksij Altschewskyj auf einer 2–₴ Gedenkmünze von 2005

## Ehrungen
1901 wurde die ostukrainische Großstadt Altschewsk nach ihm benannt, die bis 1932 und erneut seit 1991 seinen Namen trägt. Die ukrainische Nationalbank gab 2005 zu seinem 170. Geburtstag eine Zwei-Hrywnja-Gedenkmünze mit seinem Konterfei heraus.